# Lijst van voetbalinterlands Botswana - Mauritanië
Deze lijst van voetbalinterlands is een overzicht van alle officiële voetbalwedstrijden tussen de nationale teams van Botswana en Mauritanië. De landen speelden tot op heden zes keer tegen elkaar. De eerste ontmoeting was een kwalificatiewedstrijd voor de Afrika Cup 2008 op 3 september 2006 in Nouakchott. Het laatste duel, een kwalificatiewedstrijd voor de Afrika Cup 2025, vond plaats in Francistown op 15 november 2024.

## Wedstrijden
| № | Plaats      | Datum            | Competitie                   | Wedstrijd             | Uitslag |
| - | ----------- | ---------------- | ---------------------------- | --------------------- | ------- |
| 1 | Nouakchott  | 3 september 2006 | Afrika Cup 2008 kwalificatie | Mauritanië − Botswana | 4 − 0   |
| 2 | Gaborone    | 16 juni 2007     | Afrika Cup 2008 kwalificatie | Botswana − Mauritanië | 2 − 1   |
| 3 | Francistown | 10 juni 2017     | Afrika Cup 2019 kwalificatie | Botswana − Mauritanië | 0 − 1   |
| 4 | Nouakchott  | 18 november 2018 | Afrika Cup 2019 kwalificatie | Mauritanië − Botswana | 2 − 1   |
| 5 | Nouakchott  | 7 september 2024 | Afrika Cup 2025 kwalificatie | Mauritanië − Botswana | 1 − 0   |
| 6 | Francistown | 15 november 2024 | Afrika Cup 2025 kwalificatie | Botswana − Mauritanië | 1 − 1   |

## Samenvatting
| Competitie              | Totaal gespeeld | Winst Botswana | Gelijk | Winst Mauritanië | Doelsaldo Botswana – Mauritanië |
| ----------------------- | --------------- | -------------- | ------ | ---------------- | ------------------------------- |
| Afrika Cup-kwalificatie | 6               | 1              | 1      | 4                | 4 − 10                          |
| Totaal                  | 6               | 1              | 1      | 4                | 4 − 10                          |

Wedstrijden bepaald door strafschoppen worden, in lijn met de FIFA, als een gelijkspel gerekend.
BFA · Botswaans vrouwenelftal · Olympisch elftal
1968 – 1979 ·
1980 – 1989 ·
1990 – 1999 ·
2000 – 2009 ·
2010 – 2019 ·
2020 − 2029
Algerije ·
Angola ·
Burkina Faso ·
Burundi ·
Centraal-Afrikaanse Republiek ·
China ·
Comoren ·
Congo-Kinshasa ·
Egypte ·
Equatoriaal-Guinea ·
Eritrea ·
Ethiopië ·
Gabon ·
Ghana ·
Guinee ·
Guinee-Bissau ·
Irak ·
Iran ·
Ivoorkust ·
Kaapverdië ·
Kenia ·
Lesotho ·
Liberia ·
Libië ·
Madagaskar ·
Malawi ·
Mali ·
Marokko ·
Mauritanië ·
Mauritius ·
Mozambique ·
Namibië ·
Nieuw-Zeeland ·
Niger ·
Nigeria ·
Oeganda ·
Rwanda ·
Senegal ·
Seychellen ·
Somalië ·
Swaziland ·
Tanzania ·
Togo ·
Trinidad en Tobago ·
Tsjaad ·
Tunesië ·
Zambia ·
Zimbabwe ·
Zuid-Afrika ·
Zuid-Soedan ·
Zweden
FFRIM · A-internationals · Mauritaans vrouwenelftal
1960 – 1969 · 
1970 – 1979 · 
1980 – 1989 · 
1990 – 1999 · 
2000 – 2009 · 
2010 – 2019 ·
2020 − 2029
Algerije ·
Angola ·
Bahrein ·
Benin ·
Botswana ·
Burkina Faso ·
Burundi ·
Canada ·
Centraal-Afrikaanse Republiek ·
Comoren ·
Congo-Brazzaville ·
Congo-Kinshasa ·
Equatoriaal-Guinea ·
Egypte ·
Ethiopië ·
Gabon ·
Gambia ·
Guinee ·
Guinee-Bissau ·
Irak ·
Ivoorkust ·
Jemen ·
Jordanië ·
Kaapverdië ·
Kameroen ·
Kenia ·
Lesotho ·
Libanon ·
Liberia ·
Libië ·
Madagaskar ·
Mali ·
Marokko ·
Mauritius ·
Mozambique ·
Niger ·
Oeganda ·
Oman ·
Palestina ·
Rwanda ·
Saoedi-Arabië ·
Senegal ·
Sierra Leone ·
Soedan ·
Somalië ·
Syrië ·
Tanzania ·
Togo ·
Tunesië ·
Verenigde Arabische Emiraten ·
Zambia ·
Zimbabwe ·
Zuid-Afrika ·
Zuid-Jemen ·
Zuid-Soedan